# Maestro (2023)
Maestro ist ein US-amerikanischer Spielfilm von Bradley Cooper aus dem Jahr 2023. Der Regisseur war an dem Werk auch als Drehbuchautor, Produzent und Hauptdarsteller beteiligt. Die Filmbiografie stellt den Komponisten, Dirigenten und Pianisten Leonard Bernstein (1918–1990) in den Mittelpunkt.
Der Film wurde beim Filmfestival von Venedig uraufgeführt und kam am 6. Dezember 2023 in die deutschen Kinos. Seit dem 20. Dezember 2023 ist er durch den Streaminganbieter Netflix abrufbar. Für die Oscarverleihung 2024 erhielt der Film sieben Nominierungen, unter anderem als Bester Film.

## Handlung
Der Film will keine konventionelle Filmbiografie über Leonard Bernstein sein, sondern die komplexe Beziehung zu seiner Ehefrau Felicia Montealegre in den Fokus rücken. Auf diese Weise deckt der Film einen Zeitraum von insgesamt 30 Jahren im Leben des Künstlers ab.
Der Film beginnt im Anschluss an eine Rückblende mit Bernsteins sensationellem Erscheinen in der internationalen Musikszene, als er 1943 im Alter von nur 25 Jahren ein landesweit im Rundfunk übertragenes Konzert des  New York Philharmonic Orchestra dirigiert; dabei springt er sehr kurzfristig für den erkrankten Gastdirigenten Bruno Walter ein. Bernstein und Montealegre lernen einander 1946 auf einer Party kennen. Der inzwischen bekannte US-amerikanische Komponist, Dirigent und Pianist heiratet die chilenische Schauspielerin 1951, und sie haben drei gemeinsame Kinder. Felicia ist frühzeitig bekannt, dass Bernstein außereheliche homosexuelle Beziehungen unterhält, aber sie bleiben mehr als 25 Jahre miteinander verheiratet. Vor den Kindern versuchen sie dies so lange wie möglich zu verbergen, auch als Bernsteins Sexualleben bereits öffentlich diskutiert wird. Schließlich trennen sie sich. Als bald darauf bei seiner Frau Brust- und Lungenkrebs diagnostiziert wird, kehrt Bernstein zu ihr zurück und begleitet sie bis zu ihrem Tod. Er leidet sehr unter ihrem Tod und dessen Umständen. In einem kurzen Ausblick auf sein letztes Lebensjahrzehnt wird deutlich, dass Bernstein weiter künstlerisch kreativ ist und Beziehungen zu jungen Männern hat.

## Entstehungsgeschichte
Maestro ist die zweite Regiearbeit des überwiegend als Schauspieler tätigen Bradley Cooper nach seinem erfolgreichen Musikfilm A Star Is Born (2018). In diesem hatte er auch als Regisseur, Drehbuchautor, Produzent und Hauptdarsteller mitgewirkt. Der Streifen über Leonard Bernstein war ursprünglich im Mai 2018 von Paramount Pictures zum wichtigen Filmprojekt ernannt worden. Das Filmstudio wollte das Werk gemeinsam mit Steven Spielbergs Unternehmen Amblin Entertainment produzieren. Das Produzenten-Duo Fred Berner und Amy Durning hatte über zehn Jahre an einer Umsetzung des Projekts in verschiedenen Stadien mitgearbeitet. Für das Drehbuch war Oscar-Preisträger Josh Singer vorgesehen, für die Regie ursprünglich Martin Scorsese. Scorsese verzichtete aber auf den Regieposten, als er sich dazu entschied, den Kriminalfilm The Irishman (2019) zu inszenieren. Der ebenfalls am Projekt interessierte Steven Spielberg bereitete mit West Side Story (2021) ein Remake des gleichnamigen Filmmusicals aus dem Jahr 1961 vor, für dessen Theaterinszenierung Bernstein die Musik geschrieben hatte. Spielberg plante auch, die Regie an Maestro zu übernehmen, und bot Bradley Cooper die Hauptrolle des Leonard Bernstein an. Cooper zeigte ihm bei einem gemeinsamen Treffen seinen Film A Star Is Born, woraufhin Spielberg entschied, dass Cooper auch die Regie an Maestro übernehmen sollte. Cooper war eigenen Angaben zufolge von Kindheit an von klassischer Musik fasziniert und wollte ursprünglich Dirigent werden. Er benannte später die Musik von Bernstein sowie von Gustav Mahler als „Geheimwaffe“ von Maestro.
Nachdem Netflix Erfolge mit Scorseses The Irishman und Noah Baumbachs Marriage Story (2019) verbuchen konnte, sicherte sich der Streaminganbieter die Rechte an Coopers Filmprojekt und stach damit Paramount aus. Amblin Entertainment verblieb als Mitproduzent an Maestro ebenso wie Scorsese, Spielberg, Berner und Durning sowie Kristie Macosko Krieger, die mit Spielberg an West Side Story zusammengearbeitet hatte. Auch erhielten sie die Exklusivrechte an der Lebensgeschichte Bernsteins von seinen Erben. Cooper übernahm auch die Rolle als Produzent und überarbeitete mit Singer das Drehbuch. Dabei stand er zwei Jahre in Kontakt mit Bernsteins Kindern Jamie, Alexander und Nina. Die Wendungen beim Filmprojekt wurden im Januar 2020 öffentlich gemacht. Zuvor hatte es auch ein rivalisierendes Bernstein-Filmprojekt von Cary Joji Fukunaga mit Jake Gyllenhaal als Titelhelden gegeben. Fukunaga widmete sich aber dann der Regie von James Bond 007: Keine Zeit zu sterben (2021).
Im September 2020 wurden der finale Titel Maestro sowie die Verpflichtung von Carey Mulligan als Felicia Montealegre bekanntgegeben. Sowohl Cooper als auch die Kinder Bernsteins bezeichneten sich als große Fans der britischen Schauspielerin. Einen Monat später wurde bekannt, dass sich Jeremy Strong in Verhandlungen über die Rolle von John Gruen (1926–2016) befand. Gruen war Zeitungskritiker und hatte die autorisierte Biografie The Private World of Leonard Bernstein (1968) verfasst. Im März/April und Juni 2022 wurden die Besetzungen von Matt Bomer, Maya Hawke und Sarah Silverman bekannt.

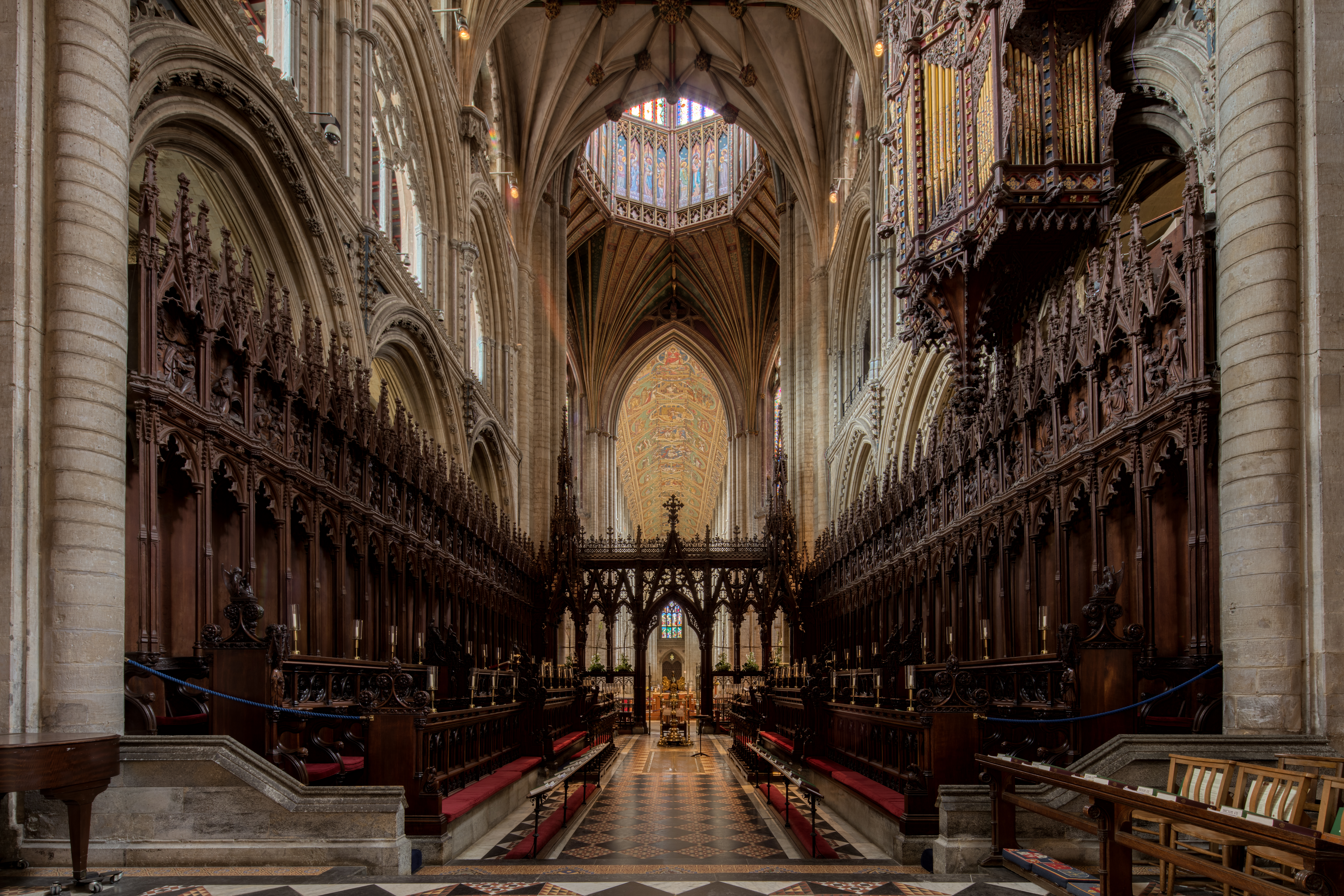
Chor der Kathedrale von Ely (2017)

Die Dreharbeiten begannen mit über einem Jahr Verzögerung im Mai 2022. Als Drehorte dienten Tanglewood (Massachusetts), New York und East Hampton. Als Kameramann fungierte Matthew Libatique, der diese Aufgabe bereits bei Coopers Regiedebüt A Star Is Born übernommen hatte. Nach einer Pause folgten dreiwöchige Dreharbeiten in Italien, ehe die Filmcrew nach London weiterreiste. In der Kathedrale von Ely wurde für Maestro Mahlers 2. Sinfonie mit einem Chor von 180 Personen und einem 74 Musiker zählenden Orchester live aufgenommen.

## Synchronisation
Die deutschsprachige Synchronisation entstand bei Interopa Film in Berlin, das Dialogbuch und die Dialogregie verantwortete Pierre Peters-Arnolds.
| Rolle               | Schauspieler    | Synchronsprecher         |
| ------------------- | --------------- | ------------------------ |
| Leonard Bernstein   | Bradley Cooper  | Tobias Kluckert          |
| Felicia Montealegre | Carey Mulligan  | Maria Koschny            |
| David Oppenheim     | Matt Bomer      | Sascha Rotermund         |
| Cynthia O’Neal      | Miriam Shor     | Katharina Spiering       |
| Jamie Bernstein     | Maya Hawke      | Lena Schmidtke           |
| Shirley Bernstein   | Sarah Silverman | Claudia Urbschat-Mingues |
| Tommy Cothran       | Gideon Glick    | Dirk Stollberg           |
| Alexander Bernstein | Sam Nivola      | Oliver Szerkus           |
| John Gruen          | Josh Hamilton   | Sven Gerhardt            |
| Nina Bernstein      | Alexa Swinton   | Saskia Glück             |

## Veröffentlichung und Rezeption
Die Uraufführung fand am 2. September 2023 im Rahmen der 80. Filmfestspiele von Venedig statt, wo Maestro eine Einladung in den Hauptwettbewerb erhalten hatte. Premiere in den USA war am 2. Oktober 2023 am New York Film Festival. Ab 6. Dezember zeigten einige Kinos in Deutschland Maestro. Seit dem 20. Dezember 2023 ist er durch den Streaminganbieter Netflix abrufbar.
Von den auf der Website Rotten Tomatoes nach der Premiere aufgeführten über 80 Kritiken sind 84 Prozent positiv („fresh“) und führen zu einer Durchschnittsbewertung von 7,6 von 10 möglichen Punkten. Damit belegte Coopers Regiearbeit laut dem Anbieter auch unter allen Venedig-Beiträgen einen der vorderen Plätze. Das Fazit der Seite lautet: „Angeführt von zwei kraftvollen Darbietungen, bietet „Maestro“ einen mitreißenden Überblick über das Leben und Vermächtnis eines enormen Talents.“ Auf der Website Metacritic erhielt Maestro eine Bewertung von 76 von 100 möglichen Punkten, basierend auf fast 30 ausgewerteten englischsprachigen Kritiken. Dies entspricht allgemein positiven Rezensionen („Generally Favorable“).
In amerikanischen Branchenkreisen wurde noch vor der Veröffentlichung des Films die verblüffende Verwandlung von Bradley Cooper gelobt und Maestro als möglicher Oscar-Kandidat gehandelt. Cooper war in der Vergangenheit neunmal vergeblich als Darsteller, Regisseur, Drehbuchautor und Produzent für den Filmpreis nominiert worden. Ende Mai 2022 veröffentlichte Netflix erste Szenenfotos von den Dreharbeiten. Darauf war Cooper unter anderem als gealterter Leonard Bernstein mit viel Make-up und einer Nasenprothese zu sehen. Aus jüdischen Kreisen wurde das Werk noch vor Veröffentlichung teils als angeblich antisemitisch kritisiert, vor allem wegen der Darstellung eines Juden mit einer übergroßen Nase („Jewface“), was umso kritischer bewertet wurde, als Cooper im Gegensatz zu seiner Filmfigur nicht jüdischer Abstammung ist. Leonard Bernsteins Kinder stellten sich in einem Statement hinter die Entscheidung Bradley Coopers für eine Nasenprothese.

## Auszeichnungen
Für Maestro erhielt Cooper unter anderem seine erste Einladung in den Wettbewerb um den Goldenen Löwen, den Hauptpreis des Filmfestivals von Venedig. Bei der Oscarverleihung 2024 erhielt der Film sieben Nominierungen, unter anderem als Bester Film. Das Werk blieb jeweils unprämiert. Mehrfach preisgekrönt wurde die Leistung des Maskenbildners Kazu Hiro.
| Festival                                       | Kategorie                                 | Resultat  | Nominierte                                                                          |
| ---------------------------------------------- | ----------------------------------------- | --------- | ----------------------------------------------------------------------------------- |
| AACTA International Awards 2024                | Beste Regie                               | Nominiert | Bradley Cooper                                                                      |
| AACTA International Awards 2024                | Bestes Drehbuch                           | Nominiert | Bradley Cooper, Josh Singer                                                         |
| AACTA International Awards 2024                | Bester Hauptdarsteller                    | Nominiert | Bradley Cooper                                                                      |
| AACTA International Awards 2024                | Beste Hauptdarstellerin                   | Nominiert | Carey Mulligan                                                                      |
| AFI Awards 2023                                | Top Ten Filme                             | Gewonnen  | k. A.                                                                               |
| Alliance of Women Film Journalists Awards 2024 | Bester Hauptdarsteller                    | Nominiert | Bradley Cooper                                                                      |
| Alliance of Women Film Journalists Awards 2024 | Beste Kamera                              | Nominiert | Matthew Libatique                                                                   |
| Alliance of Women Film Journalists Awards 2024 | Bester Schnitt                            | Nominiert | Michelle Tesoro                                                                     |
| Art Directors Guild Awards 2024                | Bestes Szenenbild – Historienfilm         | Nominiert | Kevin Thompson                                                                      |
| Artios Awards 2024                             | Bestes Casting – Filmdrama                | Nominiert | Shayna Markowitz, Dayna Katz                                                        |
| ASC Awards 2024                                | Beste Kamera – Kinofilm                   | Nominiert | Matthew Libatique                                                                   |
| British Academy Film Awards 2024               | Beste Regie                               | Nominiert | Bradley Cooper                                                                      |
| British Academy Film Awards 2024               | Bestes Originaldrehbuch                   | Nominiert | Bradley Cooper, Josh Singer                                                         |
| British Academy Film Awards 2024               | Bester Hauptdarsteller                    | Nominiert | Bradley Cooper                                                                      |
| British Academy Film Awards 2024               | Beste Hauptdarstellerin                   | Nominiert | Carey Mulligan                                                                      |
| British Academy Film Awards 2024               | Beste Kamera                              | Nominiert | Matthew Libatique                                                                   |
| British Academy Film Awards 2024               | Beste Maske                               | Nominiert | Siân Grigg, Kay Georgiou, Kazu Hiro, Lori McCoy-Bell                                |
| British Academy Film Awards 2024               | Bester Ton                                | Nominiert | Richard King, Steven Morrow, Tom Ozanich, Jason Ruder, Dean Zupancic                |
| Camerimage 2023                                | Goldener Frosch – Beste Kamera            | Nominiert | Matthew Libatique, Bradley Cooper                                                   |
| Critics’ Choice Movie Awards 2024              | Bester Film                               | Nominiert | k. A.                                                                               |
| Critics’ Choice Movie Awards 2024              | Beste Regie                               | Nominiert | Bradley Cooper                                                                      |
| Critics’ Choice Movie Awards 2024              | Bestes Originaldrehbuch                   | Nominiert | Bradley Cooper, Josh Singer                                                         |
| Critics’ Choice Movie Awards 2024              | Bester Hauptdarsteller                    | Nominiert | Bradley Cooper                                                                      |
| Critics’ Choice Movie Awards 2024              | Beste Hauptdarstellerin                   | Nominiert | Carey Mulligan                                                                      |
| Critics’ Choice Movie Awards 2024              | Beste Kamera                              | Nominiert | Matthew Libatique                                                                   |
| Critics’ Choice Movie Awards 2024              | Bester Schnitt                            | Nominiert | Michelle Tesoro                                                                     |
| Critics’ Choice Movie Awards 2024              | Bestes Make-up und beste Frisuren         | Nominiert | k. A.                                                                               |
| Eddie Awards 2024                              | Bester Schnitt – Filmdrama                | Nominiert | Michelle Tesoro                                                                     |
| Golden Globe Awards 2024                       | Bester Film – Drama                       | Nominiert | k. A.                                                                               |
| Golden Globe Awards 2024                       | Beste Regie                               | Nominiert | Bradley Cooper                                                                      |
| Golden Globe Awards 2024                       | Bester Hauptdarsteller – Drama            | Nominiert | Bradley Cooper                                                                      |
| Golden Globe Awards 2024                       | Beste Hauptdarstellerin – Drama           | Nominiert | Carey Mulligan                                                                      |
| Golden Reel Awards 2024                        | Bester Tonschnitt – Dialog und ADR        | Nominiert | Richard King, Rich Bologna                                                          |
| Golden Reel Awards 2024                        | Bester Musikschnitt                       | Gewonnen  | Jason Ruder                                                                         |
| Gotham Awards 2023                             | Tribute Award – Cultural Icon and Creator | Gewonnen  | Bradley Cooper                                                                      |
| London Critics’ Circle Film Awards 2024        | Beste Hauptdarstellerin                   | Nominiert | Carey Mulligan                                                                      |
| London Critics’ Circle Film Awards 2024        | Beste britische Darstellerin              | Nominiert | Carey Mulligan                                                                      |
| London Critics’ Circle Film Awards 2024        | Bester Hauptdarsteller                    | Nominiert | Bradley Cooper                                                                      |
| Filmfestival von Middleburg 2023               | Distinguished Makeup Artist Award         | Gewonnen  | Kazu Hiro                                                                           |
| National Board of Review Awards 2023           | Top Ten Filme                             | Gewonnen  | k. A.                                                                               |
| Oscar                                          | Bester Film                               | Nominiert | Fred Berner, Bradley Cooper, Amy Durning, Kristie Macosko Krieger, Steven Spielberg |
| Oscar                                          | Bester Hauptdarsteller                    | Nominiert | Bradley Cooper                                                                      |
| Oscar                                          | Beste Hauptdarstellerin                   | Nominiert | Carey Mulligan                                                                      |
| Oscar                                          | Bestes Originaldrehbuch                   | Nominiert | Bradley Cooper, Josh Singer                                                         |
| Oscar                                          | Beste Kamera                              | Nominiert | Matthew Libatique                                                                   |
| Oscar                                          | Beste Maske und Frisuren                  | Nominiert | Kay Georgiou, Lori McCoy-Bell, Kazuhiro Tsuj                                        |
| Oscar                                          | Bester Ton                                | Nominiert | Richard King, Steven A. Morrow, Tom Ozanich, Jason Ruder, Dean A. Zupancic          |
| Producers Guild of America Awards 2024         | Bester Kinofilm                           | Nominiert | k. A.                                                                               |
| Satellite Awards 2023                          | Bester Film – Drama                       | Nominiert | k. A.                                                                               |
| Satellite Awards 2023                          | Bestes Originaldrehbuch                   | Gewonnen  | Bradley Cooper, Josh Singer                                                         |
| Satellite Awards 2023                          | Bester Hauptdarsteller – Drama            | Nominiert | Bradley Cooper                                                                      |
| Satellite Awards 2023                          | Beste Hauptdarstellerin – Drama           | Nominiert | Carey Mulligan                                                                      |
| Satellite Awards 2023                          | Beste Kamera                              | Gewonnen  | Matthew Libatique                                                                   |
| Satellite Awards 2023                          | Bester Schnitt                            | Nominiert | Michelle Tesoro                                                                     |
| Satellite Awards 2023                          | Bestes Szenenbild                         | Nominiert | Kevin Thompson, Rena DeAngelo                                                       |
| Satellite Awards 2023                          | Bester Ton                                | Gewonnen  | k. A.                                                                               |
| Screen Actors Guild Awards 2024                | Bester Hauptdarsteller                    | Nominiert | Bradley Cooper                                                                      |
| Screen Actors Guild Awards 2024                | Beste Hauptdarstellerin                   | Nominiert | Carey Mulligan                                                                      |
| Filmfestival von Venedig 2023                  | Goldener Löwe – Bester Film               | Nominiert | Bradley Cooper                                                                      |
| Filmfestival von Venedig 2023                  | Queer Lion                                | Nominiert | Bradley Cooper                                                                      |
| Filmfestival von Virginia 2023                 | Craft Award                               | Gewonnen  | Kazu Hiro                                                                           |